# Fissarena castanea
Fissarena castanea is een spinnensoort uit de familie Trochanteriidae. De soort komt voor in West-Australië en Queensland.